# Сургуладзе, Сергей Константинович
Сургуладзе, Сергей Константинович (7 марта 1879, c. Аскана, Озургетский уезд Кутаисской губернии — 10 июля 1923, Тианети, Грузия) — деятель революции и Гражданской войны в Сибири, партийный советский работник. 

## Биография
Из крестьян. Родился в селе Аскана, по другим данным в с. Озургети. Окончил 4-классное городское училище в Озургети. По профессии письмоводитель. Член РСДРП(б) с 1905, участник Гурийского крестьянского восстания. За перевозку оружия повстанцам в 1906 был арестован, провёл 8 месяцев в Кутаисской тюрьме, был освобождён по подписку о прекращении революционной деятельности. В конце 1908 вновь арестован и приговорён к пожизненной ссылке в Сибирь. В июле 1909 прибыл на поселение в село Кежма Енисейской губернии, работал помощником кузнеца. В 1912 году совершил побег, через 3 месяца пойман водворён снова в Кежму. В 1915 году получил разрешение на свободное передвижение, и поселился  в деревне Сушинка Уярской волости Канского уезда, где стал работать писарем.
После февраля 1917 обратился в Красноярский губком РСДРП(б) с просьбой помочь добраться до Грузии, но вместо этого получил предписание в Канский уезд занять должность комиссара Болыне-Уринского участка Канской уездной милиции. После ноября 1917 занимался формированием Канской Красной гвардии, участвовал в разоружении казачьих частей, не признававших Советскую власть. Был избран председателем Уярского волостного совета и Клюквенского большевистского комитета. Во время контрреволюционного переворота 1918 — командир отряда Красной гвардии на Клюквенском фронте. С группой сушенковских крестьян и балайских рабочих в декабре 1918 ушёл к партизанам Заманья. В партизанской армии Кравченко-Щетинкина был председателем Армейского Совета.
С восстановлением Советской власти — председатель Минусинского уездного ревкома, возглавлял продовольственный отдел. По инициативе Сургуладзе в Минусинске выходила партизанская газета «Соха и молот». После ухода партизан из Минусинска 5 февраля  избран председателем уездного Ревкома и одновременно назначен исполняющим обязанности временного военного комиссара. Первым указом был запрет производства и продажи спиртных напитков. С конца февраля  зав. общим отделом Ревкома. С февраля 1920 года председатель чрезвычайной комиссии по борьбе с тифом «Чекатиф» в Минусинске. В апреле 1920 года освобождён от должности члена ревкома, после чего ему поручена «работа контролирования, обследования и направления работ всех подведомственных Уревкому Советских учреждений и общественных организаций». Занимался переименованием улиц Минусинска. 1 июня 1920 года назначен районным комиссаром продовольствия. Обеспечивал выполнение государственных продразверсток по волостям уезда.  В марте 1921 года по телеграмме  Енисейского губпродкомиссара от 25 февраля  откомандирован в  Енисейск. В связи с чем 20 марта 1921 года исключён из список служащих Минусинского уезда.
Некоторое время Сургуладзе вместе с семьёй жил в Красноярске. Ходатайствовал о переводе в Грузию. По словам его вдовы перед отъездом в Грузию имел двухчасовую встречу с Лениным.  
В июне 1921 году переведён в Грузию. На Тианетском уездном съезде Советов был избран председателем уездного ревкома, затем  председателем уисполкома. Был членом ЦИК ССР Грузии. По словам его вдовы: «В 1922 г. была чистка партии. Сургуладзе был членом комиссии. После исключения кое-кого из партии большевиков начались интриги и большая борьба. Очень много было убийств. Началась настоящая охота и за мужем. Были угрозы убить его».
10 июля 1923 года выехал в опасную командировку, по официальным сведениям был убит в стычке с отрядом антисоветских повстанцев. По другим сведениям  10 июля был только ранен и скончался через несколько дней.
Похоронен в Тбилиси, но в конце 30-х кладбище, где он был похоронен, было разрушено, а могила оказалась под слоем асфальта.  
13 сентября 1984 года по предложению вдовы прах Серго Сургуладзе торжественно перенесён из Грузии в Минусинск.
По некоторым сведениям неоднократно участвовал в конгрессах Коминтерна[когда?].

## Семья
- Жена (с 1916) — Евдокия Степановна Сургуладзе, урождённая Юмашева (1898—после 1984)[2]
  - Дочь — Нина (1919—1938), студентка 2-го курса университета, скончалась от тяжёлой болезни[2].